# خانه مقدم
خانه مقدم ، خانه‌ای است مربوط به اوایل دوره قاجار که در شهر تاریخی تون و در محله سردشت واقع شده‌است.
این اثر در تاریخ ۲۰ شهریور ۱۳۸۵ با شمارهٔ ثبت ۱۶۱۷۸ به‌عنوان یکی از آثار ملی ایران به ثبت رسیده است.